# Another Code: Doppelte Erinnerung
Another Code: Doppelte Erinnerung (jap. アナザーコード ２つの記憶; Anazā Kōdo: Futatsu no Kioku) ist ein Point-and-Click-Adventure für den Nintendo DS, das von CING entwickelt wurde und von Nintendo vertrieben wird. In den USA ist das Spiel unter dem Namen Trace Memory erschienen. 2009 erschien ein Nachfolger für die Nintendo Wii.

## Handlung
Ashley Mizuki Robins ist ein junges Mädchen. Sie steht kurz vor ihrem vierzehnten Geburtstag, als sie ein Paket von ihrem totgeglaubten Vater erhält. In diesem befinden sich ein Brief, mit dem sie zur Blood-Edward-Insel eingeladen wird, und ein ihr zunächst unverständliches Gerät, das Dual Another System (DAS), das wegen eines biometrischen Scanners nur von ihr bedient werden kann und verschiedene Funktionen hat. In Begleitung ihrer Tante Jessica fährt sie zu dieser Insel. Jessica hat Ashley aufgezogen und sie im Glauben gelassen, dass ihr Vater gestorben sei, doch der Brief wirft daran handfeste Zweifel auf.
Nach kurzer Zeit erreicht das Boot die Insel, und Jessica macht sich auf die Suche nach Ashleys Vater, als dieser nicht am Pier steht. Doch nicht nur dieser ist verschwunden, auch Jessica kommt nicht wieder, weswegen sich Ashley entschließt, die beiden suchen zu gehen. Beim Erkunden der Insel schließt sie Freundschaft mit D, dem Geist eines kleinen Jungen. Dieser hat seine Erinnerungen verloren, doch durch Ashley erinnert er sich an etwas, und so beschließt sie, ihre Suche nach ihrem Vater und Jessica um die Suche nach Ds Erinnerungen zu erweitern.

### Charaktere
Ashley Mizuki Robins
Sie ist die Hauptfigur. Am Vortag ihres 14. Geburtstags erhält sie einen Brief von ihrem totgeglaubten Vater. Auch ihre Mutter ist bereits vor langer Zeit gestorben, so dass sie durch ihre Tante Jessica aufgezogen wurde.
D
D ist der Geist eines Jungen etwa im gleichen Alter wie Ashley, der bereits vor über 57 Jahren gestorben ist. Er hat seine Erinnerungen verloren und macht sich zusammen mit seiner neuen Freundin auf die Suche nach ihnen.
Jessica
Jessica hat sich seit Ashleys drittem Lebensjahr um sie gekümmert, als deren Mutter gestorben war und kurz darauf auch der Vater verschwand. Sie hat ihm versprechen müssen, ihn vor seiner Tochter als gestorben zu betrachten. Sie ist die Schwester von Ashleys Vater.
Richard Robins
Er ist Ashleys Vater und verschwand kurz nach dem Tod seiner Frau, um sich auf die Forschungen am Another auf der Blood-Edwards-Insel zu stürzen.
Bill Edward
Bill Edwards ist der wahrscheinlich letzte Nachkomme der Edwards-Familie. Er ist der Geldgeber für die Forschungen Richard Robins am Another-Projekt und früherer Freund der Familie.

### Orte
- Die Vorinsel: Hier liegt der kleine Hafen der Insel und auch das Schiff, mit dem Jessica und Ashley sich haben herbringen lassen.

- Die Hauptinsel: Der Familienfriedhof der Familie Edward, auf dem Ashley auf D traf und ein Goldbergwerk, das der Grund für den Reichtum der Familie war, befinden sich hier. Außerdem liegt in den Wäldern die Villa.

- Die Villa: Hauptort der Handlung, hier sucht man nach Hinweisen auf Jessica und Ashleys Vater und versucht zugleich D zu seinen Erinnerungen zu verhelfen.

## Spielprinzip und Technik
Mittels des Touchscreens steuert der Spieler dabei die junge Ashley und nimmt diverse Rätsel in Angriff. Dabei werden auf dem oberen Bildschirm gezeichnete Hintergrundgrafiken, Gegenstände und Figuren angezeigt, die man gerade beobachtet. Auf dem unteren Bildschirm ist Ashley in Spielgrafik mitsamt unmittelbarer Umgebung aus der Draufsicht zu sehen. Während des Spielens benutzt man hauptsächlich den Touchscreen, um Gegenstände zu untersuchen, zu werfen oder zu verschieben, Puzzleteile zu verrücken, Dreck wegzuwischen und ähnliches. Mit dem Mikrofon kann man Staub wegpusten oder auch Scheiben anhauchen um Nachrichten lesen zu können. Das DAS ermöglicht es einem Fotos zu machen und diese Aufnahmen hin- und herzuschieben, zu drehen und übereinanderzulegen, DAS-Karten mit Nachrichten von Ashleys Vater zu lesen und das Another zu aktivieren. Außerdem kann man nur mittels des DAS seinen Spielstand speichern.
Die Rätsel sind im Allgemeinen leicht und bereits nach kurzem Überlegen zu lösen. Zudem geben die Charaktere meist bei Betrachtung eines Rätsels Hinweise, wo eine Lösung zu finden sein könnte.
Negativ fällt vor allem die kurze Spieldauer auf, Spielzeiten weit unter zehn Stunden für das komplette Spiel sind normal. Handlungsmäßig ist das aber korrekt, denn der Kapitän, der Ashley und Jessica zur Insel gebracht hatte, hatte bereits am Anfang erwähnt, dass er nur bis zum Abend warten würde.
Die Langzeitmotivation ist sehr gering, denn nach dem ersten Durchspielen ändern sich nur winzige Gegebenheiten. So hüpft beispielsweise beim Zoetrop-Rätsel nach erstmaligem Durchspielen ein Ninja anstatt eines Vogels durch das Bild. Allerdings kann man mehr als eine Schlusssequenz am Ende zu sehen bekommen, je nach dem Verhalten während des Spiels.

## Nachfolger
2009 erschien mit Another Code R: Die Suche nach der verborgenen Erinnerung ein Nachfolger für Nintendo Wii, welcher zeitlich drei Jahre nach dem ersten Teil spielt und die Geschichte um das DAS und den Tod von Ashleys Mutter weitererzählt. Im Gegensatz zum ersten Teil wurde Another Code R nur in Japan und Europa veröffentlicht, nicht aber in den USA und Australien.

## Rezeption
Another Code erhielt durchwachsene Bewertungen. Die Rezensionsdatenbank Metacritic aggregiert 51 Rezensionen zu einem Mittelwert von 70.
Das Fachmagazin Adventure-Treff lobte Grafik, Story und Rätsel des Spiels, kritisierte aber den geringen Schwierigkeitsgrad und die kurze Spieldauer des Spiels.
Das Fachmagazin Adventure Gamers ordnete Another Code 2011 in seiner Liste Top 100 All-Time Adventure Games auf Platz 60 ein.